# Trasa europejska

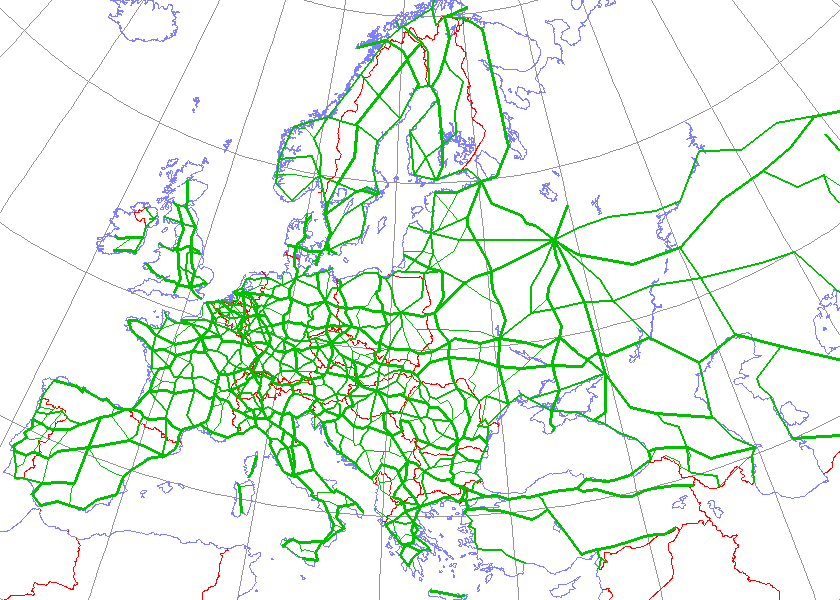
Trasy europejskie

Trasa europejska – międzynarodowa droga samochodowa w Europie, oznakowana numerem jedno-, dwu- lub trzycyfrowym poprzedzonym literą E (białe napisy na zielonym tle). Numeracja dróg jest zachowana przy przekraczaniu przez drogę granic państwowych. Nadzorowaniem sieci tras europejskich i propozycjami zmian w ich przebiegu zajmuje się Komisja Gospodarcza ONZ ds. Europy (UNECE). W niektórych państwach (np. Polska, Niemcy) numeracja tras europejskich występuje równolegle do krajowego systemu numeracji dróg. W innych państwach (np. Szwecja, Polska w latach 1962–1985) numeracja tras europejskich jest zintegrowana z systemem numeracji krajowej i drogi oznaczone symbolem Exx nie posiadają już innych numerów.

## System oznaczeń
1. Drogi podstawowe i drogi pośrednie określone jako kategoria „A” są oznaczone liczbą dwucyfrową; drogi stanowiące odgałęzienia, odnogi lub drogi łącznikowe określone jako kategoria „B” są oznaczone liczbą trzycyfrową.
Uwaga: drogi E 01... E 09, które oznaczane są zgodnie z powyższym ustaleniem dwiema cyframi zazwyczaj oznacza się jedną cyfrą, z pominięciem zera na początku.
2. Numeracja:
  - Drogi podstawowe przebiegające z północy na południe otrzymują oznaczenie liczbą dwucyfrową z końcówką „5”, wzrastającą z zachodu na wschód.
  - Drogi podstawowe przebiegające z zachodu na wschód otrzymują oznaczenie liczbą dwucyfrową z końcówką „0”, wzrastającą z północy na południe.
  - Drogi pośrednie otrzymują odpowiednio oznaczenie liczbą dwucyfrową nieparzystą i parzystą, mieszczącą się między liczbami dróg podstawowych, pomiędzy którymi się znajdują.
  - Drogi kategorii „B” otrzymują oznaczenie liczbą trzycyfrową, z której pierwsza cyfra jest cyfrą drogi podstawowej położonej najbliżej na północ od drogi „B”, druga – cyfrą drogi podstawowej położonej najbliżej na zachód od tej drogi „B”, a trzecia cyfra jest liczbą porządkową.
3. Drogi podstawowe przebiegające z północy na południe położone na wschód od drogi E99 mają trzycyfrowe nieparzyste liczby od 101 do 129. Pozostałe zasady punktu 2 są dla tych dróg zachowane.
4. Drogi kategorii „B” położone na wschód od E101 oznaczone są trzycyfrową liczbą zaczynającą się od „0”.

### Wyjątki
Dwie drogi klasy „A”, E47 i E55, przebiegające przez Skandynawię mają oznaczenie sprzed 1992 (E6 i E4). Te wyjątki zostały zaakceptowane w związku z dużymi kosztami zmiany oznakowań ww. dróg. Stare oznakowanie występuje tylko w Norwegii i Szwecji. W pozostałych krajach drogi te są oznakowane według nowego systemu numeracji.

### Oznakowanie dróg w poszczególnych krajach
W poszczególnych krajach podejście do oznakowania tras numerami „Exx” jest różne:
- W większości państw oznakowanie „Exx” jest umieszczane obok numeracji krajowej i wystarczające do poruszania się wzdłuż tras europejskich.
- W Danii, Norwegii oraz Szwecji oznakowanie „Exx” jest zintegrowane z numeracją krajową i z reguły drogi te nie posiadają innej numeracji krajowej.
- Zdarza się też tak (np. Niemcy), że oznakowanie „Exx” jest minimalne i poruszanie się wzdłuż tras europejskich na jego podstawie jest utrudnione.
- W niektórych krajach (np. Wielka Brytania, Uzbekistan) drogi w ogóle nie są oznakowane numerami „Exx”.
- W Irlandii numery tras europejskich są podawane jedynie na znakach wskazujących odległość do miejscowości[1].

## Historia
Pierwszy system numeracji tras europejskich, wprowadzony w 1950 roku, składał się z jedno do dwucyfrowych liczb. W dużym uproszczeniu polegał na tym, że im mniej ważna była droga, tym wyższy miała numer.
Istniały dwie kategorie:
- „A”, w której znajdowały się główne trasy europejskie, o numerach E1 – E21, E21a, E21b i E22
- „B”, w której znajdowały się trasy europejskie będące odgałęzieniami i łącznikami, o numerach E31 – E92[2].

W 1968 roku wprowadzono trzycyfrowe arterie.
Bieżący system oznaczeń tras europejskich został utworzony w 1975 na podstawie Umowy europejskiej o głównych drogach ruchu międzynarodowego (AGR) zawartej w Genewie 15 listopada. Jego wprowadzanie w życie rozpoczęto w pierwszej połowie lat 80. XX wieku. Mimo upływu ponad 20 lat od jego wprowadzenia zdarzają się sytuacje oznakowania dróg znakami zgodnymi z poprzednim systemem.
Zmiana systemu numeracji nie od razu została przez wszystkich zaakceptowana. Zdarzały się też sytuacje, że po akceptacji zmian nic się praktycznie w oznakowaniu dróg nie zmieniło.
W związku z niewprowadzaniem zmian w oznakowaniu dróg, zdarzały się sytuacje, w których wydawcy atlasów pomimo uwzględnienia nowej numeracji dróg w atlasach, w kolejnych wydaniach powracali do poprzedniej (wycofywanej) numeracji.
W 1992 uzupełniono sieć o wiele nowych dróg, w znacznej mierze na terenach Rosji. Do dotychczasowego systemu dodano głównie drogi leżące na wschodzie Europy i częściowo w zachodniej Azji, co częściowo zniekształciło systematykę oznakowania tras.
Cały czas w systemie są wprowadzane zmiany, na ogół wydłużające lub zmieniające trasy przy jej końcach.

### W Polsce
Oznakowanie tras europejskich w Polsce zaczęto wprowadzać ok. 1962. Były to następujące trasy:
| E 7   | Warszawa – Radom – Kielce – Kraków – Bielsko-Biała – Cieszyn (fragment trasy: Warszawa – Brno – Wiedeń – Rzym)                                                        |
| E 8   | Świecko – Poznań – Konin – Warszawa – Terespol (fragment trasy: Londyn – Berlin – Moskwa)                                                                             |
| E 12  | Kudowa-Zdrój – Wrocław – Łódź – Warszawa – Białystok – Kuźnica (fragment trasy: Paryż – Praga – Petersburg – Moskwa)                                                  |
| E 14  | Jakuszyce – Jelenia Góra – Bolesławiec – Zielona Góra – Gorzów Wielkopolski – Szczecin – Świnoujście (fragment trasy: Triest – Linz – Praga – Szczecin – Świnoujście) |
| E 16  | Cieszyn – Żory – Katowice – Piotrków Trybunalski – Łódź – Toruń – Grudziądz – Gdynia (fragment trasy: Bratysława – Katowice – Łódź – Gdynia)                          |
| E 22  | Olszyna – Wrocław – Katowice – Kraków – Tarnów – Rzeszów – Medyka (fragment trasy: Berlin – Wrocław – Kraków – Lwów)                                                  |
| E 22a | Strzelce Opolskie – Bytom – Kraków |
| E 74  | Kołbaskowo – Szczecin (fragment trasy: Berlin – Szczecin) |
| E 81  | Gdańsk – Elbląg – Warszawa – Lublin – Zamość – Hrebenne (fragment trasy: Gdańsk – Warszawa – Lublin – Lwów)                                                           |
| E 82  | Piotrków Trybunalski – Warszawa |
| E 83  | Jelenia Góra – Wrocław – Leszno – Poznań – Grudziądz |

Obecny system numeracji tras europejskich zaczęto wprowadzać w 1985 według nowego systemu. Rząd Polski podpisał Umowę o głównych drogach ruchu międzynarodowego 14 września 1984. Została ona ratyfikowana 29 stycznia 1985 i opublikowana w Dzienniku Ustaw 11 marca 1985 (Dz.U. z 1985 r. nr 10, poz. 35).

Drogi europejskie przebiegające przez Polskę

W tej umowie wymienione były następujące trasy przebiegające przez terytorium Polski:
| E 26  | Berlin – Goleniów – Słupsk – Gdańsk                        |
| E 30  | Cork – Londyn – Berlin – Moskwa                            |
| E 38  | Berlin – Lübbenau – Cottbus – Legnica                      |
| E 40  | Calais – Drezno – Rostów nad Donem                         |
| E 65  | Ystad – Praga – Itea – Githion                             |
| E 67  | Warszawa – Łódź – Wrocław – Praga                          |
| E 69  | Warszawa – Katowice – Czeski Cieszyn – Bratysława – Wiedeń |
| E 75  | Tromsø – Lahti – Warszawa – Sitía                          |
| E 267 | Gdańsk – Świecie – Poznań – Wrocław                        |
| E 269 | Świecie – Łódź – Piotrków Trybunalski                      |
| E 460 | Brno – Ołomuniec – Czeski Cieszyn – Kraków                 |

Wkrótce po ratyfikacji umowy przez Polskę, jeszcze w 1985 w przebiegających przez Polskę trasach zaszły następujące zmiany:
- zmieniono oznaczenie trasy E26 na  E 28
- zmieniono oznaczenie trasy E38 na  E 36 
  - Berlin – Chociebuż (Cottbus) – Legnica
- zmieniono przebieg E67 (okolice Łodzi)
  - Warszawa – Piotrków Trybunalski – Praga
- zmieniono przebieg E75 (trasa omijająca Warszawę)
  - Karasjok – Lahti – Łódź – Sitía
- dodano trasę  E 77  (na terenie Polski po dotychczasowej trasie E75)
  - Gdańsk – Kraków – Budapeszt
- dodano trasę  E 261 
  - Świecie – Poznań – Wrocław
- zmieniono oznaczenie trasy E460 na E 462

W 1990:
- dodano trasę  E 371 
  - Prešov – Rzeszów – Radom

W 1995:
- wydłużono przebieg E67 z Warszawy do państw nadbałtyckich
  - Helsinki – Kowno – Warszawa – Praga
- dodano trasę  E 372 
  - Warszawa – Lublin – Zamość – Lwów
- dodano trasę  E 373 
  - Lublin – Kowel – Łuck – Równe

W 1999:
- wydłużono przebieg E28 na wschód
  - Berlin – Gdańsk – Elbląg – Tołpaki – Mińsk

## Drogi kategorii A – podstawowe

### trasy bezpośrednie północ-południe
- trasa E 5 – Greenock – Glasgow – Preston – Birmingham – Southampton... Hawr – Paryż – Orlean – Bordeaux – San Sebastián – Madryt – Sewilla – Algeciras
- trasa E 15 – Inverness – Perth – Edynburg – Newcastle – Londyn – Folkestone – Dover... Calais – Paryż – Lyon – Orange – Narbona – Girona – Barcelona – Tarragona – Castellón de la Plana – Walencja – Alicante – Murcja – Almería – Malaga – Algeciras
- trasa E 25 – Hoek van Holland – Rotterdam – Eindhoven – Maastricht – Liège – Bastogne – Arlon – Luksemburg – Metz – Saint-Avold – Strasburg – Miluza – Bazylea – Olten – Berno – Lozanna – Genewa – Mont Blanc – Aosta – Ivrea – Vercelli – Alessandria – Genua... Bastia – Porto Vecchio – Bonifacio... Porto Torres – Sassari – Cagliari... Palermo
- trasa E 35 – Amsterdam – Utrecht – Arnhem – Emmerich am Rhein – Oberhausen – Kolonia – Frankfurt nad Menem – Heidelberg – Karlsruhe – Offenburg – Bazylea – Olten – Lucerna – Altdorf – San Gottardo – Bellinzona – Lugano – Chiasso – Como – Mediolan – Piacenza – Parma – Modena – Florencja – Rzym
- trasa E 45 – Karesuando – Gällivare – Storuman – Östersund – Mora – Grums – Trollhättan – Göteborg... Fredrikshavn – Aalborg – Aarhus – Vejle – Kolding – Frøslev – Flensburg – Hamburg – Hanower – Getynga – Kassel – Fulda – Würzburg – Norymberga – Monachium – Rosenheim – Wörgl – Innsbruck – przełęcz Brenner – Franzensfeste – Bolzano – Trydent – Werona – Modena – Bolonia – Cesena – Perugia – Fiano – Neapol – Salerno – Sicignano – Cosenza – Villa San Giovanni... Mesyna – Katania – Syrakuzy – Gela
- trasa E 55 – Helsingborg... Helsingør – Kopenhaga – Køge – Vordingborg – Farø – Nykøbing Falster – Gedser... Rostock – Berlin – Lübbenau/Spreewald – Drezno – Cieplice – Praga – Tabor – Linz – Salzburg – Villach – Tarvisio – Udine – Palmanova – Mestre – Rawenna – Cesena – Rimini – Fano – Ankona – Pescara – Canosa – Bari – Brindisi... Igumenitsa – Preweza – Rhion – Patras – Pirgos – Kalamata; patrz też E 4 poniżej
- trasa E 65 – Malmö – Ystad... Świnoujście – Wolin – Goleniów – Szczecin – Gorzów Wielkopolski – Świebodzin – Zielona Góra – Legnica – Jelenia Góra – Harrachov – Železný Brod – Turnov – Mladá Boleslav – Praga – Igława – Brno – Bratysława – Rajka – Csorna – Szombathely – Zalaegerszeg – Nagykanizsa – Letenye – Zagrzeb – Karlovac – Rijeka – Split – Dubrownik – Petrovac – Podgorica – Bijelo Polje – Skopje – Kiczewo – Ochryda – Bitola – Niki – Vevi – Kozani – Larisa – Domokos – Lamia – Brallos – Itea – Antirrion... Rhion – Egion – Korynt – Tripoli – Kalamata... Kissamos – Chania
- trasa E 75 – Vardø – Vadsø – Nesseby – Utsjoki – Inari – Ivalo – Sodankylä – Rovaniemi – Kemi – Oulu – Jyväskylä – Heinola – Lahti – Helsinki... Gdańsk – Toruń – Łódź – Piotrków Trybunalski – Częstochowa – Sosnowiec – Bielsko-Biała – Cieszyn – Żylina – Bratysława – Győr – Budapeszt – Segedyn – Belgrad – Nisz – Kumanowo – Skopje – Saloniki – Larisa – Lamia – Ateny... Chania – Heraklion – Ajos Nikolaos – Sitía
- trasa E 85 – Kłajpeda – Kowno – Wilno – Lida – Słonim – Kobryń – Siret – Suczawa – Roman – Urziceni – Bukareszt – Giurgiu – Ruse – Bjała – Wielkie Tyrnowo – Stara Zagora – Chaskowo – Swilengrad – Ormenio – Kastanies – Didymoteicho – Aleksandropolis
- trasa E 95 – Petersburg – Psków – Homel – Kijów – Odessa... Samsun – Merzifon
- trasa E 101 – Moskwa – Kaługa – Briańsk – Głuchów – Kijów
- trasa E 105 – Kirkenes – Murmańsk – Pietrozawodsk – Petersburg – Moskwa – Orzeł – Charków – Symferopol – Ałuszta – Jałta
- trasa E 115 – Jarosław – Moskwa – Woroneż – Noworosyjsk
- trasa E 117 – Mineralne Wody – Nalczyk – Władykaukaz – Tbilisi – Erywań – Goris – Megri
- trasa E 119 – Moskwa – Tambow – Poworino – Wołgograd – Astrachań – Machaczkała – Quba – Baku – Alyat – Astara
- trasa E 121 – Samara – Uralsk – Atyrau – Beineu – Szetpe – Czetybaj – Fetisowo – Garabogaz – Turkmenbaszy – Gyzylarbat – granica Iranu
- trasa E 123 – Czelabińsk – Kustanaj – Esil – Dzierżawińsk – Arkałyk – Żezkazgan – Kyzyłorda – Szymkent – Taszkent – Ajni – Duszanbe – Niżnyj Piandż
- trasa E 125 – Iszym – Pietropawłowsk – Astana – Karaganda – Bałchasz – Burubajtał – Ałmaty – Biszkek – Naryn – Torugart
- trasa E 127 – Omsk – Pawłodar – Semej – Gieorgiewka – Majkapszagaj

### trasy bezpośrednie zachód-wschód
- trasa E 10 – Å – Svolvær... Melbu – Sortland – Lødingen – Evenes – Narwik – Kiruna – Töre – Luleå
- trasa E 20 – Shannon Town – Limerick – Dublin... Liverpool – Manchester – Kingston upon Hull... Esbjerg – Kopenhaga – Malmö – Helsingborg – Halmstad – Göteborg – Örebro – Sztokholm... Tallinn – Narwa – Petersburg
- trasa E 30 – Cork – Waterford – Wexford – Rosslare... Fishguard – Swansea – Cardiff – Newport – Bristol – Londyn – Colchester – Ipswich – Felixstowe... Hoek van Holland – Haga – Gouda – Utrecht – Amersfoort – Oldenzaal – Osnabrück – Bad Oeynhausen – Hanower – Brunszwik – Magdeburg – Berlin – Świecko – Świebodzin – Poznań – Warszawa – Brześć – Mińsk – Smoleńsk – Moskwa – Riazań – Penza – Samara – Ufa – Czelabińsk – Kurgan – Iszym – Omsk
- trasa E 40 – Calais – Ostenda – Brugia – Gandawa – Bruksela – Liège – Akwizgran – Kolonia – Olpe – Gießen – Bad Hersfeld – Eisenach – Erfurt – Gera – Chemnitz – Drezno – Görlitz – Legnica – Wrocław – Opole – Gliwice – Kraków – Tarnów – Rzeszów – Przemyśl – Lwów – Równe – Żytomierz – Kijów – Charków – Ługańsk – Wołgograd – Astrachań – Atyrau – Beineu – Qoʻngʻirot – Nukus – Dasshaus – Buchara – Nawoj – Samarkanda – Dżizzach – Taszkent – Szymkent – Żambył – Biszkek – Ałmaty – Sary-Ozek – Tałdy-Kurgan – Ucharal – Taskesken – Ajagöz – Gieorgijewska – Öskemen – Ridder
- trasa E 50 – Brest – Rennes – Le Mans – Paryż – Reims – Metz – Saarbrücken – Mannheim – Heilbronn – Norymberga – Rozvadov – Pilzno – Praga – Igława – Brno – Trenczyn – Preszów – Vyšné Nemecké – Użhorod – Mukaczewo – Stryj – Tarnopol – Chmielnicki – Winnica – Humań – Kropywnycki – Dniepr – Donieck – Rostów nad Donem – Armawir – Mineralne Wody – Machaczkała
- trasa E 60 – Brest – Lorient – Vannes – Nantes – Angers – Tours – Orlean – Montargis – Auxerre – Beaune – Dole – Besançon – Belfort – Miluza – Bazylea – Zurych – Winterthur – Sankt Gallen – St. Margrethen – Bregencja – Feldkirch – Landeck – Telfs – Innsbruck – Lauterach – Feldkirch – Imst – Innsbruck – Wörgl – Rosenheim – Bad Reichenhall – Salzburg – Sattledt – Linz – St. Pölten – Wiedeń – Nickelsdorf – Mosonmagyaróvár – Budapeszt – Szolnok – Püspökladány – Oradea – Kluż-Napoka – Turda – Târgu Mureș – Braszów – Ploeszti – Bukareszt – Urziceni – Slobozia – Hîrsova – Konstanca... Poti – Samtredia – Chaszuri – Tbilisi – Gandża – Evlak – Baku... Turkmenbaszy – Gyzylarbat – Aszchabad – Tedjen – Mary – Türkmenabat – Alat – Buchara – Karszi – Guzai – Szerobod – Termis – Duszanbe – Dżyrgatał – Sari Tasz – Irkesztam
- trasa E 70 – A Coruña – Bilbao – San Sebastián – Bordeaux – Clermont-Ferrand – Lyon – Chambéry – Susa – Turyn – Alessandria – Tortona – Brescia – Werona – Mestre – Palmanova – Triest – Lublana – Zagrzeb – Đakovo – Belgrad – Vršac – Timișoara – Drobeta-Turnu Severin – Krajowa – Alexandria – Bukareszt – Giurgiu – Ruse – Razgrad – Szumen – Warna... Samsun – Ordu – Giresun – Trabzon – Batumi – Poti
- trasa E 80 – Lizbona – San Sebastián – Tuluza – Nicea – Genua – Rzym – Pescara... Dubrownik – Prisztina – Sofia – Stambuł – İzmit – Gerede – Amasya – Erzurum – Gürbulak – granica Iranu
- trasa E 90 – Lizbona – Madryt – Barcelona... Mazara del Vallo – Palermo – Buonfornello Messina... Reggio di Calabria – Metaponto – Tarent – Brindisi... Igumenitsa – Janina – Saloniki – Aleksandropolis – Gallipoli... Lapseki – Bursa – Ankara – Adana – Nisibis – Habur – granica Iraku

### trasy pośrednie północ-południe
- trasa E 1 – Larne – Belfast – Dublin – Rosslare – A Coruña – Santiago de Compostela – Vigo – Pontevedra – Porto – Lizbona – Vila Real de Santo António – Huelva – Sewilla
- trasa E 3 – Cherbourg – Rennes – Nantes – La Rochelle
- trasa E 7 – Pau – Jaca – Saragossa
- trasa E 9 – Orlean – Tuluza – Barcelona
- trasa E 11 – Vierzon – Montluçon – Clermont-Ferrand – Montpellier
- trasa E 13 – Doncaster – Sheffield – Nottingham – Leicester – Northampton – Londyn
- trasa E 17 – Antwerpia – Gandawa – Lille – Reims – Dijon – Beaune
- trasa E 19 – Amsterdam – Haga – Rotterdam – Antwerpia – Bruksela – Paryż
- trasa E 21 – Metz – Nancy – Dijon – Genewa
- trasa E 23 – Metz – Nancy – Besançon – Lozanna
- trasa E 27 – Belfort – Berno – Martigny – Aosta
- trasa E 29 – Kolonia – Luksemburg – Saarbrücken – Sarreguemines – E25 (na Strasburg)
- trasa E 31 – Rotterdam – Kolonia – Ludwigshafen am Rhein
- trasa E 33 – Parma – La Spezia
- trasa E 37 – Brema – Osnabrück – Dortmund – Wuppertal – Kolonia
- trasa E 39 – Trondheim – Orkanger – Vinjeøra – Halsa – Straumsnes – Krifast – Batnfjordsøra – Molde... Vestnes – Skodje – Ålesund – Volda – Nordfjordeid... Sandane – Førde – Lavik... Instefjord – Knarvik – Bergen – Os – Stord – Sveio – Aksdal – Bokn... Rennesøy – Randaberg – Stavanger – Sandnes – Helleland – Flekkefjord – Lyngdal – Mandal – Kristiansand... Hirtshals – Hjørring – Nørresundby – Aalborg
- trasa E 41 – Dortmund – Gießen – Aschaffenburg – Würzburg – Stuttgart – Szafuza – Winterthur – Zurych – Altdorf
- trasa E 43 – Würzburg – Ulm – Lindau (Bodensee) – Bregencja – St. Margrethen – Buchs – Chur – Bellinzona
- trasa E 47 – Helsingborg... Helsingør – Kopenhaga – Køge – Vordingborg – Farø – Rødby... Puttgarden – Oldenburg – Lubeka; zobacz też E6 poniżej
- trasa E 49 – Magdeburg – Halle – Plauen – Bad Brambach – Vojtanov – Karlowe Wary – Pilzno – Czeskie Budziejowice – Halámky – Wiedeń
- trasa E 51 – Berlin – Lipsk – Gera – Hirschberg – Hof – Bayreuth – Norymberga
- trasa E 53 – Pilzno – Bayerisch Eisenstein – Deggendorf – Monachium
- trasa E 57 – Sattledt – Liezen – St. Michael – Graz – Maribor – Lublana
- trasa E 59 – Praga – Igława – Wiedeń – Graz – Spielfeld – Maribor – Zagrzeb
- trasa E 61 – Villach – Tunel Karawanki – Naklo – Lublana – Triest – Rijeka
- trasa E 63 – Sodankylä – Kemijärvi – Kuusamo – Kajaani – Iisalmi – Kuopio – Jyväskylä – Tampere – Turku
- trasa E 67 – Helsinki... Tallinn – Ryga – Kowno – Białystok – Warszawa – Łódź – Wrocław – Kłodzko – Kudowa-Zdrój – Náchod – Hradec Králové – Praga; zwana również „Via Baltica”
- trasa E 69 – Przylądek Północny – Olderfjord
- trasa E 71 – Koszyce – Miszkolc – Budapeszt – Balatonaliga – Nagykanizsa – Zagrzeb – Karlovac – Knin – Split
- trasa E 73 – Budapeszt – Szekszárd – Mohacz – Osijek – Đakovo – Samak – Zenica – Mostar – Metkovic
- trasa E 77 – Psków – Ryga – Szawle – Tołpaki – Królewiec... Gdańsk – Elbląg – Warszawa – Radom – Kraków – Trzciana – Rużomberk – Zwoleń – Budapeszt
- trasa E 79 – Miszkolc – Debreczyn – Püspökladány – Oradea – Beiuș – Deva – Petroszany – Târgu Jiu – Krajowa – Calafat... Widyn – Wraca – Botewgrad – Sofia – Błagojewgrad – Serai – Saloniki
- trasa E 81 – Mukaczewo – Halmeu – Satu Mare – Zalău – Kluż-Napoka – Turda – Sebeș – Sybin – Pitești – Bukareszt – Lehliu Gară – Fetești – Cernavodă – Konstanca
- trasa E 83 – Bjała – Plewen – Jablanica – Botewgrad – Sofia
- trasa E 87 – Odessa – Izmaił – Reni – Gałacz – Tulcza – Konstanca – Warna – Burgas – Małko Tyrnowo – Dereköy – Kırklareli – Babaeski – Havsa – Keşan – Gallipoli – Ayvalık – Izmir – Selçuk – Aydın – Denizli – Açipayam – Korkuteli – Antalya
- trasa E 89 – Gerede – Kizilcahamam – Ankara
- trasa E 91 – Toprakkale – İskenderun – Antiochia – Yayladagi – granica Syrii
- trasa E 97 – Chersoń – Dżankoj – Noworosyjsk – Soczi – Suchumi – Poti; dawniej Rostów nad Donem – Aszkale(?)
- trasa E 99 – Sədərək – Dilucu – Igdir – Dogubeyazit – Muradiye – Bitlis – Diyarbakır – Şanlıurfa; nieoznakowana

### trasy pośrednie zachód-wschód
- E2 – nieużywana
- trasa E 4 – Helsingborg – Jönköping – Linköping – Norrköping – Södertälje – Sztokholm – Sundsvall – Örnsköldsvik – Umeå – Luleå – Haparanda – Tornio; E4 jest w rzeczywistości częścią trasy E 55 (patrz wyżej) wciąż oznakowanej według systemu sprzed 1992. Ten wyjątek został przyjęty na wniosek Szwecji i Norwegii, ponieważ wydatki związane z przenumerowaniem tego nadzwyczaj długiego odcinka drogi byłyby zbyt wysokie
- trasa E 6 – Trelleborg – Malmö – Helsingborg – Halmstad – Göteborg – Oslo – Hamar – Lillehammer – Dombås – Trondheim – Stjørdal – Steinkjer – Mosjøen – Mo i Rana – Rognan – Fauske... Ballangen – Narwik – Setermoen – Alta – Olderfjord – Lakselv – Karasjok – Varangerbotn – Kirkenes; odcinek Helsingborg-Kirkenes E6 jest w rzeczywistości częścią trasy E 47 (patrz wyżej) wciąż oznakowanej według systemu sprzed 1992. Ten wyjątek został przyjęty na wniosek Szwecji i Norwegii, ponieważ wydatki związane z przenumerowaniem tego nadzwyczaj długiego odcinka drogi byłyby zbyt wysokie
- trasa E 8 – Tromsø – Nordkjosbotn – Skibotn – Kilpisjärvi – Kolari – Tornio – Kemi – Oulu – Kokkola – Vaasa – Pori – Turku
- trasa E 12 – Mo i Rana – Umeå... Vaasa – Tampere – Hämeenlinna – Helsinki
- trasa E 14 – Trondheim – Östersund – Sundsvall
- trasa E 16 – Londonderry – Belfast... Glasgow – Edynburg... Bergen – Arna – Voss... Lærdal – Tyin – Fagernes – Hønefoss – Sandvika – Oslo
- trasa E 18 – Craigavon – Belfast – Larne... Stranraer – Gretna – Carlisle – Newcastle upon Tyne... Kristiansand – Arendal – Porsgrunn – Larvik – Sandefjord – Horten – Drammen – Oslo – Askim – Karlstad – Örebro – Västerås – Sztokholm/Kapellskär... Maarianhamina... Turku/Naantali – Helsinki – Kotka – Vaalimaa – Wyborg – Petersburg
- trasa E 22 – Holyhead – Chester – Warrington – Manchester – Leeds – Doncaster – Immingham... Amsterdam – Groningen – Brema – Hamburg – Lubeka – Rostock... Malmö – Kalmar – Norrköping... Windawa – Ryga – Rzeżyca – Wielkie Łuki – Moskwa – Włodzimierz – Niżny Nowogród – Kazań – Jełabuga – Perm – Jekaterynburg – Tiumeń – Iszym
- trasa E 24 – Birmingham – Cambridge – Ipswich
- trasa E 26 – Hamburg – Berlin
- trasa E 28 – Berlin – Szczecin – Goleniów – Koszalin – Gdańsk – Elbląg – Królewiec – Tołpaki – Niestierow – Mariampol – Wilno – Mińsk
- trasa E 32 – Colchester – Harwich
- trasa E 34 – Zeebrugge – Antwerpia – Eindhoven – Venlo – Oberhausen – Dortmund – Bad Oeynhausen
- trasa E 36 – Berlin – Lübbenau/Spreewald – Chociebuż – Legnica
- trasa E 38 – Głuchów – Kursk – Woroneż – Saratów – Uralsk – Aktobe – Karabułak – Aralsk – Äjteke Bi – Kyzyłorda – Szymkent
- trasa E 42 – Dunkierka – Lille – Mons – Charleroi – Namur – Liège – Sankt-Vith – Wittlich – Bingen am Rhein – Wiesbaden – Frankfurt nad Menem – Aschaffenburg
- trasa E 44 – Hawr – Amiens – Charleville-Mézières – Luksemburg – Trewir – Koblencja – Gießen
- trasa E 46 – Cherbourg – Caen – Rouen – Reims – Charleville-Mézières – Liège
- trasa E 48 – Schweinfurt – Bayreuth – Marktredwitz – Cheb – Karlovy Vary – Praga
- trasa E 52 – Strasburg – Appenweier – Karlsruhe – Stuttgart – Ulm – Monachium – Salzburg
- trasa E 54 – Paryż – Chaumont – Miluza – Bazylea – Waldshut-Tiengen – Lindau – Monachium
- trasa E 56 – Norymberga – Ratyzbona – Pasawa – Wels – Sattledt
- trasa E 58 – Wiedeń – Bratysława – Zwoleń – Koszyce – Użhorod – Mukaczewo – Halmeu – Suczawa – Jassy – Leucheni – Kiszyniów – Odessa – Mikołajów – Chersoń – Melitopol – Taganrog – Rostów nad Donem
- trasa E 62 – Nantes – Poitiers – Mâcon – Genewa – Lozanna – Martigny – Sion – Simplon – Gravellona Toce – Mediolan – Tortona – Genua
- trasa E 64 – Turyn – Mediolan – Brescia
- trasa E 66 – Franzensfeste – Innichen – Spittal an der Drau – Villach – Klagenfurt – Graz – Veszprém – Székesfehérvár
- trasa E 68 – Segedyn – Arad – Deva – Sybin – Braszów
- trasa E 72 – Bordeaux – Tuluza
- trasa E 74 – Nicea – Cuneo – Asti – Alessandria
- trasa E 76 – Migliarino Pisano – Florencja
- trasa E 78 – Grosseto – Arezzo – Sansepolcro – Fano
- trasa E 82 – Porto – Vila Real – Bragança – Zamora – Tordesillas
- trasa E 84 – Keşan – Tekirdag – Silivri
- trasa E 86 – Kristalopigi – Flórina – Vévi – Géfira
- trasa E 88 – Ankara – Yozgat – Sivas – Refahiye; nieoznakowana
- trasa E 92 – Igumenitsa – Janina – Trikala – Wolos
- trasa E 94 – Korynt – Megara – Elefsina – Ateny
- trasa E 96 – Izmir – Uşak – Afyon – Sivrihisar; nieoznakowana
- trasa E 98 – Topbogazi – Kırıkhan – Reyhanlı – Cilvegözü → granica Syrii

## Drogi kategorii B – odgałęzienia, odnogi i łącznikowe

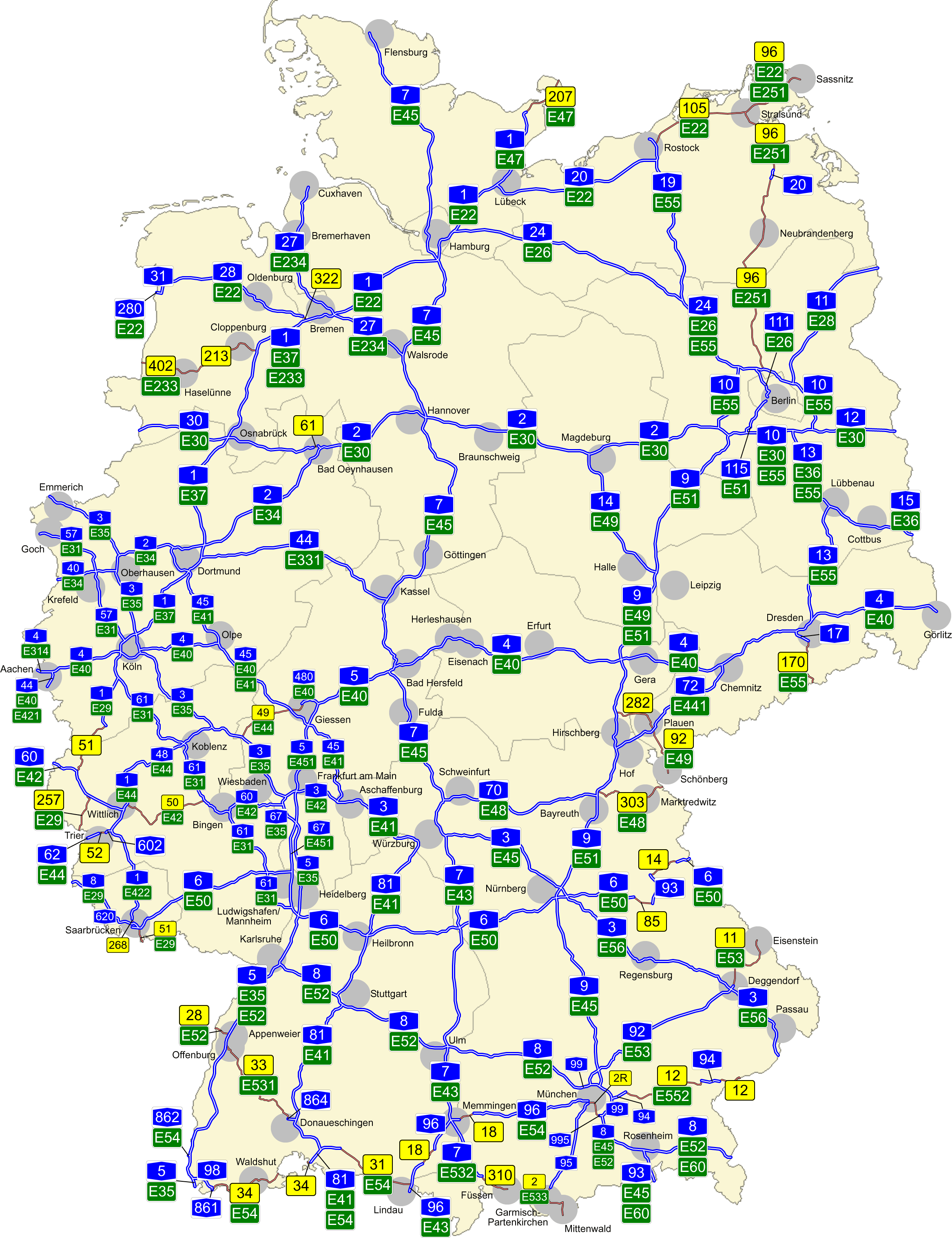
Drogi europejskie przebiegające przez Niemcy

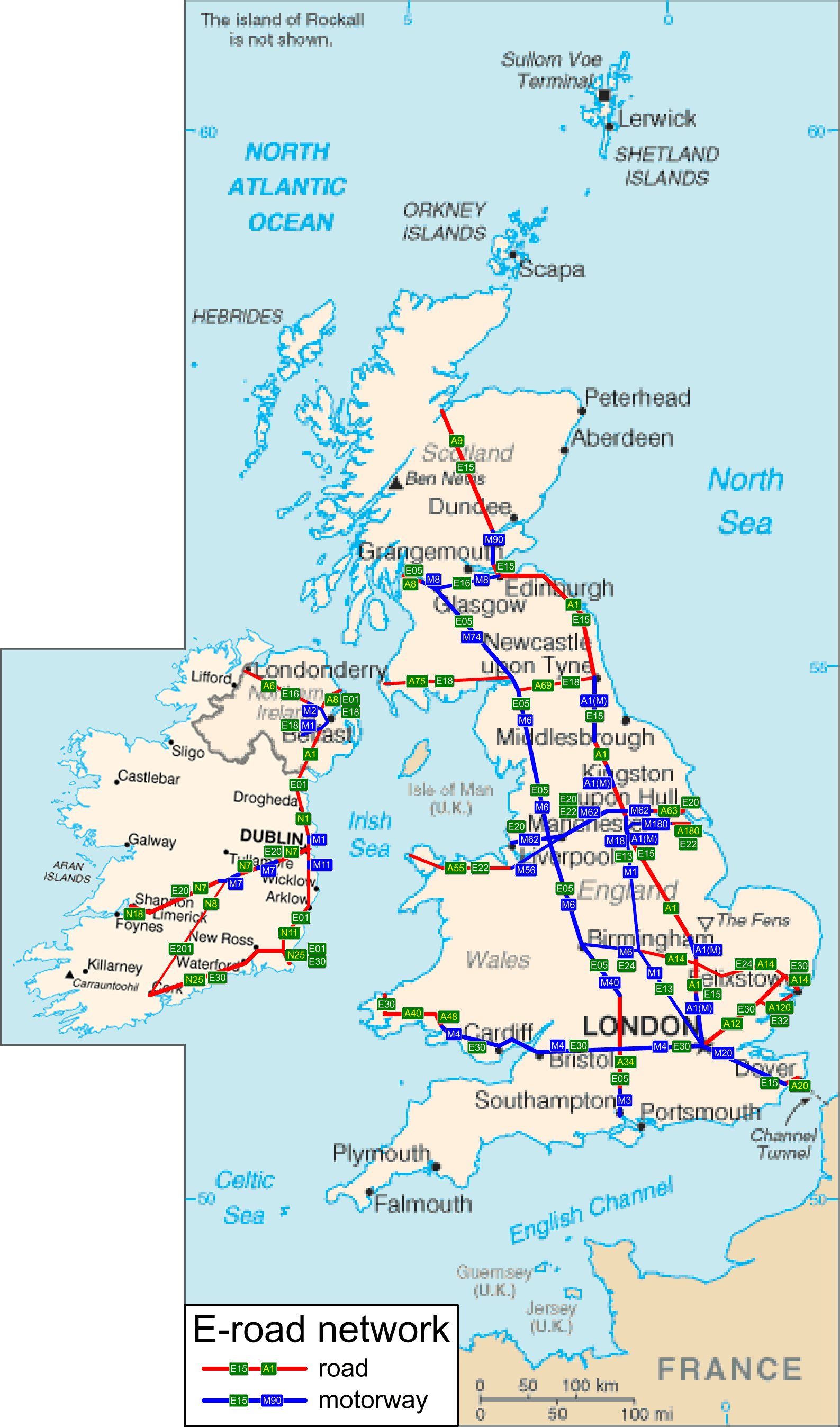
Drogi europejskie przebiegające przez Wielką Brytanię i Irlandię

Trasy europejskie przebiegające przez Bośnię i Hercegowinę

- trasa E 134 – Haugesund – Etne – Røldal – Haukeli – Vinje – Seljord – Hjartdal – Notodden – Kongsberg – Hokksund – Drammen
- trasa E 136 – Ålesund – Skodje – Ørskog – Tresfjord – Åndalsnes – Lesja – Dombås
- trasa E 201 – Cork – Portlaoise
- trasa E 231 – Amsterdam – Amersfoort
- trasa E 232 – Amersfoort – Hoogeveen – Groningen
- trasa E 233 – Hoogeveen – Haselünne – Cloppenburg – Brema
- trasa E 234 – Cuxhaven – Bremerhaven – Brema – Walsrode
- trasa E 251 – Sassnitz – Stralsund – Neubrandenburg – Berlin
- trasa E 261 – Świecie – Bydgoszcz – Poznań – Wrocław
- trasa E 262 – Kowno – Wiłkomierz – Dyneburg – Rzeżyca – Ostrow
- trasa E 271 – Mińsk – Homel; poprzednio zaczynała się od odcinka Kłajpeda – Kowno – Wilno
- trasa E 272 – Kłajpeda – Połąga – Szawle – Poniewież – Wiłkomierz – Wilno
- trasa E 311 – Breda – Gorinchem – Utrecht
- trasa E 312 – Vlissingen – Breda – Eindhoven
- trasa E 313 – Antwerpia – Liège
- trasa E 314 – Leuven – Hasselt – Heerlen – Akwizgran
- trasa E 331 – Dortmund – Kassel
- trasa E 371 – Radom – Rzeszów – Barwinek – Vyšný Komárnik – Svidník – Prešov
- trasa E 372 – Warszawa – Lublin – Lwów
- trasa E 373 – Lublin – Kowel – Równe – Kijów
- trasa E 381 – Kijów – Orzeł
- trasa E 391 – Trosna – Głuchów
- trasa E 401 – Saint-Brieuc – Caen
- trasa E 402 – Calais – Rouen – Le Mans
- trasa E 403 – Zeebrugge – Brugia – Roeselare – Kortrijk – Tournai
- trasa E 404 – Jabbeke – Zeebrugge
- trasa E 411 – Bruksela – Metz
- trasa E 420 – Nivelles – Charleroi – Reims
- trasa E 421 – Akwizgran – Sankt-Vith – Luksemburg
- trasa E 422 – Trewir – Saarbrücken
- trasa E 429 – Tournai – Halle
- trasa E 441 – Chemnitz – Plauen – E51
- trasa E 442 – Karlowe Wary – Cieplice – Turnov – Hradec Králové – Ołomuniec – Żylina
- trasa E 451 – Gießen – Frankfurt nad Menem – Mannheim
- trasa E 461 – Svitavy – Brno – Wiedeń
- trasa E 462 – Brno – Ołomuniec – Czeski Cieszyn – Bielsko-Biała – Tychy – Kraków
- trasa E 471 – Mukaczewo – Lwów
- trasa E 501 – Le Mans – Angers
- trasa E 502 – Le Mans – Tours
- trasa E 511 – Courtenay – Troyes
- trasa E 512 – Remiremont – Miluza
- trasa E 531 – Offenburg – Donaueschingen
- trasa E 532 – Memmingen – Füssen
- trasa E 533 – Monachium – Garmisch-Partenkirchen – Mittenwald – Seefeld in Tirol – Innsbruck
- trasa E 551 – Czeskie Budziejowice – Humpolec
- trasa E 552 – Monachium – Braunau am Inn – Wels – Linz
- trasa E 571 – Bratysława – Zwoleń – Koszyce
- trasa E 572 – Trenczyn – Żar nad Hronem
- trasa E 573 – Püspökladány – Nyíregyháza – Czop – Użhorod
- trasa E 574 – Bacău – Braszów – Pitești – Krajowa
- trasa E 575 – Bratysława – Dunajská Streda – Medved'ov – Vámosszabadi – Győr
- trasa E 576 – Kluż-Napoka – Dej; poprzednio ciągnęła się dalej na odcinku Bystrzyca – Suczawa
- trasa E 578 – Saratel – Reghin – Toplița – Gheorgheni – Miercurea-Ciuc – Sfântu Gheorghe – Chichis
- trasa E 581 – Mărășești – Tecuci – Albita – Leuşeni – Kiszyniów – Odessa
- trasa E 583 – Roman – Jassy – Bielce – Mohylów Podolski – Winnica – Żytomierz
- trasa E 584 – Połtawa – Kropywnycki – Kiszyniów – Giurgiulești – Gałacz – Slobozia
- trasa E 592 – Krasnodar – Dżubga
- trasa E 601 – Niort – La Rochelle
- trasa E 602 – La Rochelle – Saintes
- trasa E 603 – Saintes – Angoulême – Limoges; poprzednio do Sculeni
- trasa E 604 – Tours – Vierzon
- trasa E 606 – Angoulême – Bordeaux
- trasa E 607 – Digoin – Chalon-sur-Saône
- trasa E 611 – Lyon – Pont-d’Ain
- trasa E 612 – Ivrea – Turyn
- trasa E 641 – Wörgl – St. Johann in Tirol – Lofer – Salzburg
- trasa E 651 – Altenmarkt im Pongau – Liezen
- trasa E 652 – Klagenfurt – Loibl Pass – Naklo
- trasa E 653 – Maribor – Nagykanizsa
- trasa E 661 – Balatonkeresztúr – Nagyatád – Barcs – Virovitica – Okučani – Banja Luka – Jajce – Donji Vakuf – Zenica
- trasa E 662 – Subotica – Sombor – Osijek
- trasa E 671 – Timișoara – Arad – Oradea – Satu Mare
- trasa E 673 – Lugoj – Deva
- trasa E 675 – Konstanca – Agigea – Negru Vodă/Kardam
- trasa E 691 – Wale – Aszock – Giumri – Asztarak
- trasa E 692 – Batumi – Samtredia
- trasa E 711 – Lyon – Grenoble
- trasa E 712 – Genewa – Chambéry – Marsylia
- trasa E 713 – Walencja – Grenoble
- trasa E 714 – Orange – Marsylia
- trasa E 717 – Turyn – Savona
- trasa E 751 – Rijeka – Pula – Koper
- trasa E 761 – Bihać – Jajce – Donji Vakuf – Zenica – Sarajewo – Užice – Čačak – Kraljevo – Kruševac – Pojate – Paraćin – Zaječar
- trasa E 762 – Sarajewo – Podgorica → granica Albanii
- trasa E 763 – Belgrad – Čačak – Nova Varoš – Bijelo Polje
- trasa E 771 – Drobeta-Turnu Severin – Nisz
- trasa E 772 – Jablanica – Weliko Tyrnowo – Szumen
- trasa E 773 – Popovica – Stara Zagora – Burgas
- trasa E 801 – Coimbra – Viseu – Vila Real – Chaves – Verin
- trasa E 802 – Bragança – Guarda – Castelo Branco – Portalegre – Évora – Beja – Ourique
- trasa E 803 – Salamanka – Mérida – Sewilla
- trasa E 804 – Bilbao – Logroño – Saragossa
- trasa E 805 – Famalicão – Chaves
- trasa E 806 – Torres Novas – Abrantes – Castelo Branco – Guarda
- trasa E 821 – Rzym – San Cesareo
- trasa E 840 – Sassari – Olbia... Civitavecchia – E80
- trasa E 841 – Avellino – Salerno
- trasa E 842 – Neapol – Avellino – Benewent – Canosa di Puglia
- trasa E 843 – Bari – Tarent
- trasa E 844 – Spezzano Albanese – Sibari
- trasa E 846 – Cosenza – Crotone
- trasa E 847 – Sicignano degli Alburni – Potenza – Metaponto
- trasa E 848 – Sant’Eufemia Lamezia – Catanzaro
- trasa E 851 – Petrovac – Prizren – Priština
- trasa E 852 – Ochryda → granica Albanii
- trasa E 853 – Janina → granica Albanii
- trasa E 871 – Sofia – Kjustendił – Kumanowo
- trasa E 901 – Madryt – Walencja
- trasa E 902 – Jaén – Grenada – Málaga; dawniej Nikozja – Pafos
- trasa E 931 – Mazara del Vallo – Gela
- trasa E 932 – Buonfornello – Enna – Katania
- trasa E 933 – Alcamo – Trapani
- trasa E 951 – Janina – Arta – Agrinio – Mesolóngi
- trasa E 952 – Aktio – Vónitsa – Amfilochia – Karpenisi – Lamia
- trasa E 961 – Tripoli – Sparta – Gytheion
- trasa E 962 – Eleusis – Thiva; dawniej Tripolis – Sparta – Gytheion
- trasa E 001 – Tbilisi – Bagratasze – Wanadzor
- trasa E 002 – Mehgri – Alyat
- trasa E 003 – Uchquduq – Dasshaus – Aszchabad – Gaudan
- trasa E 004 – Kyzył-orda – Uczkuduk – Buchara
- trasa E 005 – Guza – Samarkanda
- trasa E 006 – Ajni – Kokand
- trasa E 007 – Taszkent – Kokand – Andiżan – Osz – Irkesztam
- trasa E 008 – Chorog – Murgab
- trasa E 009 – Dżirgatał – Chorog – Iszkaszim – Lianga – granica Chin
- trasa E 010 – Osz – Biszkek
- trasa E 011 – Ałmaty – Kegen – Kokpek – Tiup
- trasa E 012 – Chorgos – Czundża – Kokpek
- trasa E 013 – Sary-Ozek – Chorgos
- trasa E 014 – Üszarał – Drużba
- trasa E 015 – Taskesken – Bachty
- trasa E 016 – Zapandoje – Astana
- trasa E 017 – Jebaługa – Ufa
- trasa E 018 – Żezkazgan – Uspenka
- trasa E 019 – Pietropawłowsk – Zapandoje